# Zagubiona rzecz
Zagubiona rzecz (The Lost Thing) – krótkometrażowy film animowany produkcji australijskiej z 2010 roku. Został zrealizowany na podstawie książki obrazkowej wydanej w 2000 roku, napisanej i zilustrowanej przez Shauna Tan.

## Opis fabuły
Mały chłopiec, który uwielbia kolekcjonować zabawki, podczas zbierania nakrętek na plaży odkrywa dziwne stworzenie. Stworzenie, określane przez narratora jako The Lost Thing (Zagubiona Rzecz), najwyraźniej nie ma właściciela ani opiekuna. Chłopiec próbuje dociec, do kogo należy zwierzę, jednak ze strony wszystkich spotyka się z obojętnością.

## Nagrody
Film otrzymał Oscara za najlepszy krótkometrażowy film animowany. Był także wyróżniany między innymi na Melbourne International Film Festival oraz Sydney Film Festival.